# Bernhard Federle

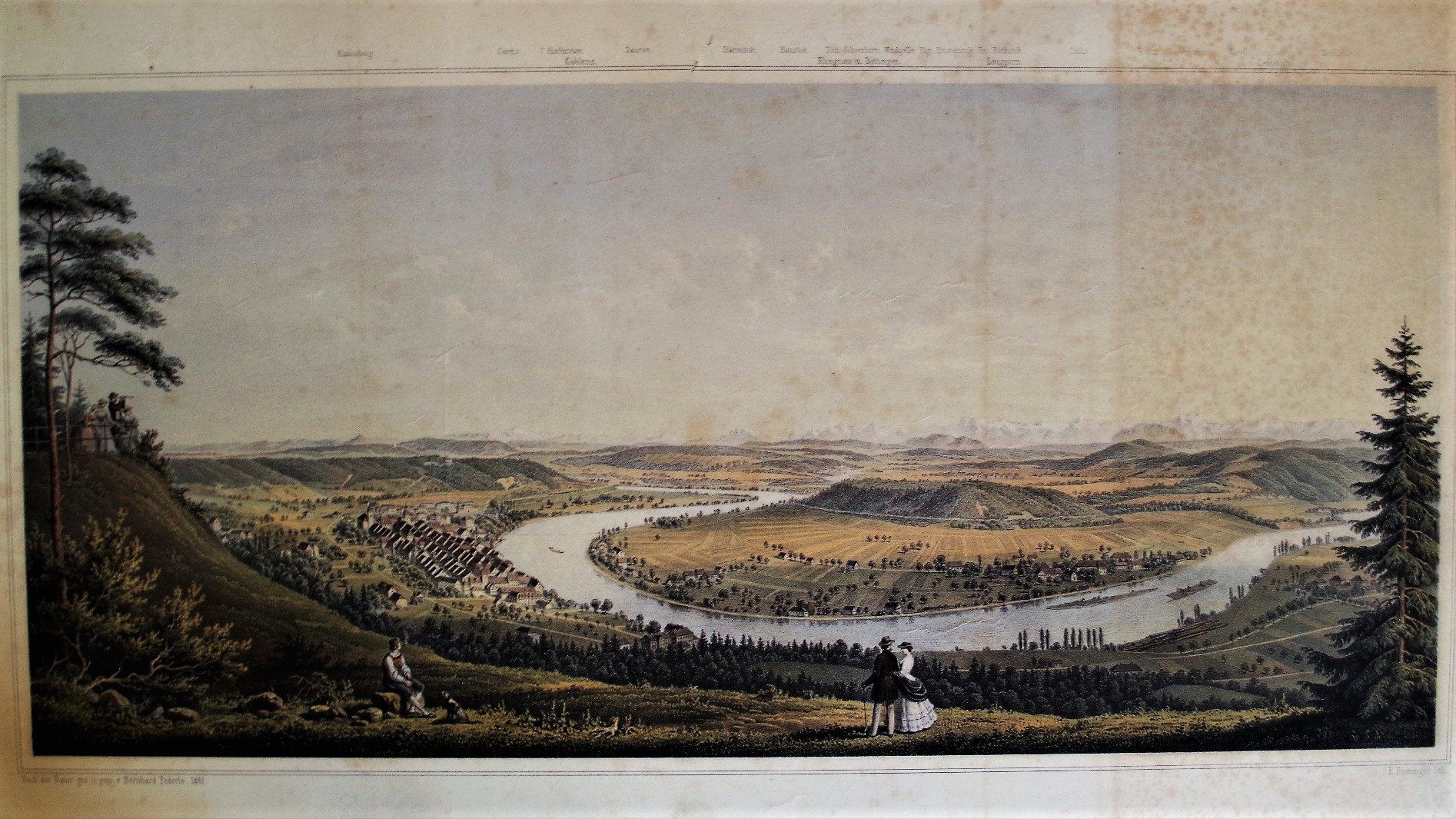
Kolorierte Lithografie von Eberhard Emminger nach einer Zeichnung von Bernhard Federle, 1861; auf dem Rhein wird noch geflößt, obwohl die Hochrheinbahn schon bestand (1856)

Bernhard Federle (* 20. August 1820 in Tiengen; † 7. April 1863 ebenda) war ein deutscher Maler.
Am 29. November 1845 schrieb sich der in Tiengen als Sohn eines Steuerperäquators geborene Künstler für das Fach Malerei in der Kunstakademie München ein, über sein weiteres Schaffen und Leben ist ansonsten nichts bekannt. Ein Ölgemälde, Zwei trauernde Frauen am Grabe Christi, signiert 1853 nach einem (offenbar verschollenen Gemälde) von Philipp Veit, befindet sich im Augustinermuseum Freiburg. Bekannt sind weiter drei Porträts und ein Ölgemälde eines Liebespaars in Hotzenwälder Tracht sowie eine Lithografie mit der Ansicht Waldshut vom Haspel.